# 涅墨亚狮子
涅墨亚狮子（希腊语：Λεον Νεμειο）希腊神话中的巨狮。它的皮坚逾金铁，刀枪不能入。“涅墨亚”三字源于它常年盘踞的尼米亞地方。该地一马平川，位于阿卡迪亚山脉东面。
現在的希臘地區並沒有獅子棲息，然而亞洲獅亞種曾經分布於歐洲東南部。依據希羅多德所敘，這些獅子亞種的分布地區也包括了古希臘。喬治·夏勒認為，古希臘地區的獅子一直到西元前 100 年才滅絕消失。

## 家世
《神谱》称涅墨亚狮子的父母为双头犬和客迈拉。而伪阿波罗多洛斯认为它由众妖之祖堤丰與厄客德娜所生。古罗马学者伊良（Aelian）博通动物学。他转引了古希腊克里特岛先知伊壁门尼特（Epiminides）的一句话，说月神塞勒涅（Selene）惊惧战栗，将涅墨亚狮子抖落人间。类似的神话也将狮子说为宙斯和塞勒涅的后代。

## 外貌
它的外貌与一般狮子无异，但体型更为巨硕。它最大的特点便是一身厚皮，刀箭不能入。性格尤其凶残贪暴，食人无数。特莱托斯（Tretos）、阿匹萨斯（Apesas）和涅墨亚三个地方都受到它的侵害。

## 海格力斯搏狮

### 经过
杀死涅墨亚狮子是海格力斯十二项伟绩的头一件。而根据《神谱》，天后赫拉豢养此狮日久，正是要对付海格力斯的。古希腊诗人忒奥克里托斯（Theocritus）记载搏狮的过程最为详尽：欧律斯透斯请海格力斯除掉这戕害人民的恶兽，并带回狮皮为证。英雄背起弓箭，又用橄榄木制成一棍，旋即出发，经过半日，终于在山中发现巢穴。他隐身树丛后，待狮子归来时，趁其不备，朝它左胁射了一箭。哪知箭头弹了开去，无法透入狮皮分毫。他又发一矢，正中胸口，却同样无功。此时狮子已发现英雄行藏，扑上前来。海格力斯以木棍猛击其头，棍应声而裂。狮子头皮虽未破，但震荡之下也立足不稳，晕眩倒地。于是英雄抛下弓箭，以双臂扼住狮颈，渐渐将整个狮身举了起来。恶兽终于窒息而亡。

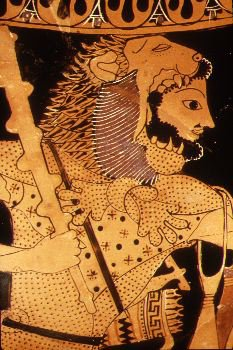
身着狮皮的海格力斯（古希腊陶绘）

### 狮皮
海格力斯想剥下狮皮，可没有神兵利刃难以下手。苦思良久，忽然灵光一现，如有神助般想出妙法。遂以狮爪自切其皮，得奏全功。从此他以狮皮为甲，狮头为盔，在其后诸场恶战中得到不少助力。或说雅典娜化为老妪，指点英雄用狮爪剥皮。他披上狮皮后形象威猛，吓得欧律斯透斯躲到铜罐中，只敢通过传令官与其对话。古希腊的陶绘上多有海格力斯着狮皮的形象，狮皮和橄榄木棒成了海格力斯的形象标志：狮头的上下颚仿佛头盔的面罩，狮爪合到胸前护住心口，整块皮就像一件斗篷。但据欧里庇得斯所言，海格力斯十八岁时曾在宙斯的树林里杀死一头狮子，并将其皮披于身上。因而有的学者认为画像中的狮皮未必出自涅墨亚狮子。

### 其余细节
据其它典籍，巨蟒曾帮助海格力斯杀死狮子。这条蟒蛇乃地母所生，还伴随英雄来到底比斯，盘踞在帐篷里。
另有一说：英雄在搏斗中被狮子咬去一指，而专为该指建了坟墓。墓中立有石狮像，以示渊源。从此古希腊坟墓中便多见石狮。
据古罗马学者所述，海格力斯是用胸口将狮子碾死的。
保萨尼阿斯（Pausanias）提到奥林匹亚有两个英雄少年时的雕像，均呈裸体。其中之一弯弓搭箭，瞄准涅墨亚狮子。由此或可推测海格力斯弑狮时年纪尚幼。
古典时代的很多传说中，海格力斯除了弓箭棍棒，还带了铜剑。当然这剑依然攻不进狮子毛皮。
还有一种版本：英雄出发前，曾在克里欧尼（Cleonae）待了段日子，住在一个穷工匠莫洛克斯（Molorchus）家中。工匠说要为他的猎狮行动祭祀一番。海格力斯让他等三十天。如到时自己顺利归来，便祭祀宙斯。假若命丧狮口，就把牲物献给他的英灵。果然三十天后，英雄凯旋，二人便一起向宙斯献祭。

## 狮子座
许癸努斯（Hyginus）认为涅墨亚狮子死后，上升天穹，化为狮子座。

### 引用
1. ↑  Schaller, George B. . Chicago: University of Chicago Press. 1972. ISBN 0226736393.
2. ↑  Hesiod, Theog., 326-327. 关于其母究竟是厄客德娜还是客迈拉，注家在《神谱》的释读上存在争议。
3. ↑  Apollodorus, Library 2.5.1 （页面存档备份，存于）
4. ↑  Daniel Ogden, Drakon: Dragon Myth and Serpent Cult in the Greek and Roman Worlds

### 書目
- Hesiod, Theogony
- Pindar, Odes
- Apollodorus, The Library
- Theocritus, Idylls
- Callimachus, Hymns
- Quintus Smyrnaeus, Fall of Troy
- Pausanias, Guide to Greece
- Diodorus Siculus, The Library of History
- Ptolemy Hephaestion, New History
- Aelian, On Animals
- Hyginus, Fabulae
- Hyginus, Astronomica
- Ovid, Metamorphoses
- Statius, Thebaid
- Nonnos, Dionysiaca
- Photius, Myriobiblon